# Nicéforo I Comneno Ducas
Nicéforo I Comneno Ducas (em grego: Νικηφόρος Α΄ Κομνηνός Δούκας; romaniz.: Nikēphoros I Komnēnos Doukas) foi um monarca do Epiro entre 1267/8 e 1297. Ele era o filho mais velho de Miguel II Ducas Comneno e Teodora Petralifena. 

## Vida
Em 1249, Nicéforo foi prometido a Maria, neta do imperador niceno João III Ducas Vatatzes de Niceia, que lhe concedeu o título de déspota. O casamento foi realizado em 1256, mas Maria morreu apenas dois anos depois. Nos anos seguintes, Nicéforo se envolveu nas disputas do pai contra o imperador Miguel VIII Paleólogo e estava presente na retirada na Batalha de Pelagônia. Depois que os nicenos invadiram a maior parte do território de Epiro em 1259, Nicéforo fugiu para a península Itálica, onde foi recebeu reforços de seu cunhado, o rei Manfredo da Sicília. Este apoio foi fundamental para que Nicéforo ajudasse o pai a reconquistar o Epiro, mas, em 1264, os dois sofreram mais uma derrota e foram forçados a negociar com Miguel VIII. Como parte do acordo, Nicéforo se casou com Ana Cantacuzena, uma sobrinha de Miguel.
Em 1267/8, Nicéforo I sucedeu ao pai como monarca em Epiro e teve que lidar com Carlos I da Sicília, que tinha eliminado Manfredo e o imitou conquistando Dirráquio novamente em 1272. Quando os bizantinos violaram os interesses de Nicéforo em sua campanha retaliatória contra Carlos em 1274, Nicéforo abriu negociações com Carlos e firmou com ele uma aliança em 1276. A coalizão de Carlos, Nicéforo e o meio-irmão deste último, João I Ducas da Tessália conquistou várias cidades, incluindo Butrinto em 1278. Ironicamente, ainda aliado com o monarca católico, Nicéforo e João se envolveram ativamente na facção anti-unionista em Constantinopla, inclusive abrigando os fugitivos da perseguição de MIguel VIII. Em 1279, Nicéforo se declarou vassalo de Carlos e rendeu Butrinto ao seu senhor. Com a derrota de Carlos logo em seguida, Nicéforo acabou perdendo seus domínios na região da Albânia aos bizantinos. A coalizão recebeu outro grande golpe com irrupção das "Vésperas Sicilianas" em 1282, que foram parcialmente fomentadas pela diplomacia de Miguel VIII, pois elas distraíram Carlos I no ocidente, onde ele perdeu a Sicília, ficando apenas com o Reino de Nápoles.
Depois da restauração da ortodoxia no reinado de Andrônico II Paleólogo em 1282, Nicéforo renovou sua aliança com o Império Bizantino através de sua esposa, Ana, que viajou para Constantinopla para acertar os termos do tratado. Na realidade, Nicéforo tornou-se uma ferramenta nas mãos de sua esposa, que servia aos interesses da corte bizantina. Em 1284, os dois atraíram Miguel, filho de João Ducas da Tessália, a Epiro com a promessa de uma aliança dinástica, o prenderam e o enviaram imediatamente para a capital. A traição arrastou Nicéforo para uma guerra contra seu meio irmão, que arrasou as imediações de Arta em retaliação em 1285. Ana embarcou num ambicioso projeto de unir as casas de Epiro e Constantinopla ao casar sua filha Tamara com Miguel IX Paleólogo, o filho de Andrônico II e coimperador. Embora o projeto tenha fracassado, em 1290, seu filho mais novo, Tomás, recebeu o título de déspota.
A aristocracia anti-bizantina em seu reino persuadiu Nicéforo a abrir negociações com Carlos II de Nápoles em 1291, o que provocou uma invasão bizantina. Esta, por sua vez, selou a aliança e a garantiu a intervenção de Carlos II através de seus vassalos, o conde Ricardo Orsini de Cefalônia e o príncipe Florêncio de Acaia, que ajudaram a conter o avanço bizantino. Nicéforo então casou sua filha Maria Comnena Ducena Angelina com o herdeiro de Cefalônia, João I Orsini, e outra, Tamara, com o filho de Carlos II, Filipe I de Taranto. Ela recebeu o direito de herdar o Epiro ao invés do irmão e Carlos II prometeu que ela poderia continuar com sua fé ortodoxa. O casamento se realizou em 1294 e envolveu a transferência de diversas fortalezas para Filipe como dote de Tamara. Este, por sua vez, recebeu do pai todos os seus direitos e reivindicações dinásticas na Grécia.
A tensão inevitável entre os proprietários de guerra gregos e seu novo senhor angevino criou uma oportunidade para o sobrinho de Nicéforo, o monarca da Tessália, de intervir e tomar a maior parte das fortalezas que haviam sido dadas a Filipe. No fim, a maior parte delas foram recuperadas pelos angevinos e a paz foi restaurada em 1296. Nicéforo morreu logo depois, entre setembro de 1296 e julho de 1298. Sua viúva, Ana Cantacuzena, garantiu que o filho menor dos dois, Tomás, o sucedesse.

## Família
De sua primeira esposa, Maria, filha do imperador Teodoro II Ducas Láscaris, teve uma filha:
- Catarina, que se casou com o infante Frederico de Castela[1].

De sua segunda esposa, Ana, sobrinha do imperador Miguel VIII Paleólogo, teve quatro filhos:
- Tamara, que se casou com Filipe I de Taranto, que era filho de Carlos II de Nápoles.
- Miguel[2], que foi mantido refém em Nápoles em 1291. Presumivelmente morreu antes do pai.
- Tomás, que o sucedeu como monarca de Epiro.
- Maria Comnena Ducena Angelina, que se casou com o conde palatino João I Orsini de Cefalônia (1304–1317) — os filhos dele, Nicolau Orsini e João II Orsini tornar-se-iam déspotas em Epiro.